# Neelus poki
Neelus poki är en urinsektsart som beskrevs av Christiansen och Bellinger 1992. Neelus poki ingår i släktet Neelus och familjen dvärghoppstjärtar. Inga underarter finns listade i Catalogue of Life.